# Un tragico esperimento
Un tragico esperimento (My Hairiest Adventure) è il ventiseiesimo libro della serie horror per ragazzi Piccoli brividi, ideata dallo scrittore statunitense R. L. Stine.

## piccoli brividi
Il dodicenne Larry Boyd vive in un paese dove si trovano molti cani randagi che, per qualche strano motivo, sembrano avercela spesso con lui. Ha un problema alle ghiandole sudoripare e perciò ogni due settimane deve farsi fare un’iniezione dal dottor Murkin, il medico del paese.
Un giorno, dopo aver fatto le prove per un concerto con i suoi amici Lily, Jared, Manny e Kristina, trova in un bidone dei rifiuti una boccetta di lozione abbronzante. Lui e i suoi amici la provano, spalmandosela sulle mani e la faccia, per scoprire poi che il prodotto è scaduto da anni. Qualche tempo dopo, a Larry iniziano a spuntare peli neri, prima sulle mani, poi anche sul resto del corpo e ogni volta è costretto a radersi. In seguito informa suo padre della cosa, il quale lo porta subito dal dottor Murkin. Il dottore pratica a Larry la solita iniezione, ma non gli dà nessuna cura per i peli che continuano a spuntagli, limitandosi a dire che è meglio aspettare e vedere cosa sarebbe accaduto.
Un giorno Manny non si presenta alle prove per il concerto scolastico (i cinque amici si allenano spesso per tentare di battere il loro rivale, un ragazzo strafottente di nome Howie Hurwin) e Larry, recatosi a casa sua, scopre che lui e la sua famiglia sono misteriosamente scomparsi, come se avessero traslocato all’improvviso. Larry trova infine il coraggio di chiedere ai suoi amici se anche a loro stanno spuntando peli neri dopo aver usato la lozione abbronzante: Jared e Kristina scoppiano a ridere, ma Lily rimane seria. Larry cerca di recuperare la boccetta con la lozione per mostrarla al dottor Murkin, in modo che possa analizzarla. Ci riesce, ma viene assalito da alcuni cani e finisce per farla cadere, rompendola. Il giorno dopo Larry incontra uno strano cane: ha un occhio verde e uno azzurro, proprio come la sua amica Lily e porta la sua stessa moneta da pirata al collo. Larry raggiunge di corsa i genitori di Lily, che sembra stiano traslocando a loro volta. Essi reagiscono in modo strano, negando l’esistenza di Lily e esortando Larry a tornare a casa. 
Il giorno dopo Larry, Jared e Kristina, i tre membri della band rimasti, si esibiscono al concerto scolastico. Durante l’esibizione il corpo di Larry si ricopre interamente di peli e lui e gli amici vincono il primo premio battendo Howie, in quanto tutti pensano che fossero effetti speciali. Larry però scappa a casa e mostra ai genitori il suo mutamento. Questi sono così infine costretti a rivelargli la verità. La lozione abbronzante scaduta non c’entra nulla, gli sono spuntati tutti quei peli in quanto lui è in realtà un cane. Il dottor Murkin aveva infatti creato un siero per trasformare cani in bambini; la città in cui abitano è tutto frutto dell'esperimento e la sostanza che gli iniettava periodicamente era il siero. Tuttavia dopo un po’ il siero diventa inefficace e i cani riprendono il loro normale aspetto. Il dottore decide così di fermare gli esperimenti sui cani e Larry ne è contento. Torna alla sua vita da cane assieme a Lily e Manny. Un giorno però, scopre che i suoi ex genitori hanno portato a casa la loro gatta Jasper trasformata in un neonato.

## Personaggi
- Larry Boyd: protagonista della storia, suona la chitarra in un gruppo con gli amici Lily, Jared, Manny e Kristina che lo prendono spesso in giro per i suoi capelli e le sue orecchie a sventola. Il ragazzo è sempre inspiegabilmente inseguito dai cani. Dopo aver provato la lozione abbronzante trovata vicino ad un cassonetto inizia a ricoprirsi di lunghi peli neri.

- Lily Vonn: migliore amica di Larry, lo salva spesso dalla furia dei cani e per questo lui la definisce un tipo tosto. Bionda e magrolina, è affetta da eterocromia, avendo infatti un occhio azzurro e uno verde. È la solista del gruppo.

- Manny Hernandez: amico di Larry, suona la chitarra nel gruppo che ha formato con i quattro amici. Alto e magro, con folti capelli neri ricci e dall'aria buffa.

- Jared: nonostante, come tutti i suoi amici, abbia dodici anni Jared ne dimostra solo otto. Suona la tastiera e non va mai in giro senza il suo berretto nero e argento dei Raiders.

- Kristina: ragazzina grassoccia, con i capelli rossi e ricci. Porta sempre un paio di occhiali con la montatura di plastica azzurra. Anche lei suona la chitarra.

- Dottor Murkin: medico curante di Larry, gli fa iniezioni periodiche per tenere sotto controllo la sua malattia alle ghiandole sudoripare. Alla fine si rivela essere uno scienziato, nonché il responsabile del mutamento di Larry e dei suoi amici.

- Howie Hurwin: Compagno di classe di Larry, molto altezzoso e strafottente. Ha anche lui una sua band, apparentemente migliore di quella di Larry.

- Jasper: la gatta di Larry. Nel finale viene trasformata in una neonata dal dottor Murkin.

## Episodio TV
Nel 1995 è stata realizzata una trasposizione televisiva di questo libro.

## Edizioni
- R. L. Stine, Un tragico esperimento, traduzione di Cristina Scalabrini, collana Piccoli brividi, Arnoldo Mondadori Editore, 1994,  p. 143, ISBN 88-04-42398-6.